# Mochizuki Minetarō
Mochizuki Minetarō (望月峯太郎 Vọng Nguyệt Phong Thái Lang) là một họa sĩ truyện tranh người Nhật, nổi tiếng với các tác phẩm truyện tranh kinh dị. Tác phẩm Dragon Head của Mochizuki đã giúp ông giành được Giải thưởng văn hóa Tezuka Osamu lần thứ 4  và Giải thưởng manga Kodansha lần thứ 21. Một tác phẩm khác của Mochizuki, Batāshi Kingyo, đã được chuyển thể thành phim nhựa và được xếp hạng 3 chung cuộc trong Đại hội phim Yokohama lần thứ 21.

## Tác phẩm
- Batāshi Kingyo (1990)
- Dragon Head (1995)